# ディケンソン郡 (バージニア州)
ディケンソン郡（英: Dickenson County）は、アメリカ合衆国バージニア州の南西部に位置する郡である。2010年国勢調査での人口は15,903人であり、2000年の16,395人から3.0%減少した。郡庁所在地はクリントウッド町（人口1,414人）であり、同郡で人口最大の町でもある。

## 歴史
ディケンソン郡は1880年にブキャナン郡、ラッセル郡、ワイズ郡のそれぞれ一部を合わせて設立された。バージニア州では最も新しい郡となっている。郡名はラッセル郡からバージニア州議会の代議員を務めたウィリアム・J・ディケンソン（在任1858年-1861年、1865年-1867年、1877年-1882年）に因んで名付けられた。

## 地理
アメリカ合衆国国勢調査局に拠れば、郡域全面積は334平方マイル (865.1 km2)であり、このうち陸地332平方マイル (859.9 km2)、水域は2平方マイル (5.2 km2)で水域率は0.57%である。

### 地区
ディケンソン郡は5つの監督地区に分かれている。クリントウッド、アービントン、ケナディ、サンドリック、ウィリスの各地区である。

### 主要高規格道路
- バージニア州道63号線
- バージニア州道72号線
- バージニア州道80号線（アメリカ自転車道76号線）
- バージニア州道83号線

### 隣接する郡
- ブキャナン郡 - 北東
- ラッセル郡 - 南東
- ワイズ郡 - 南西
- パイク郡 (ケンタッキー州) - 北西

### 国立保護地域
- ジェファーソン国立の森（部分）

## 人口動態
以下は2000年国勢調査による人口統計データである。
| 基礎データ - 人口: 16,395人 - 世帯数: 6,732 世帯 - 家族数: 4,887 家族 - 人口密度: 19人/km2（49人/mi2） - 住居数: 7,684軒 - 住居密度: 9軒/km2（23軒/mi2） 人種別人口構成 - 白人: 98.96% - アフリカン・アメリカン: 0.35% - ネイティブ・アメリカン: 0.12% - アジア人: 0.07% - その他の人種: 0.05% - 混血: 0.45% - ヒスパニック・ラテン系: 0.43% 年齢別人口構成 - 18歳未満: 22.1% - 18-24歳: 8.9% - 25-44歳: 27.6% - 45-64歳: 26.9% - 65歳以上: 14.5% - 年齢の中央値: 40歳 - 性比（女性100人あたり男性の人口） - 総人口: 95.7 - 18歳以上: 93.6 | 世帯と家族（対世帯数） - 18歳未満の子供がいる: 30.4% - 結婚・同居している夫婦: 58.0% - 未婚・離婚・死別女性が世帯主: 10.6% - 非家族世帯: 27.4% - 単身世帯: 25.3% - 65歳以上の老人1人暮らし: 11.3% - 平均構成人数 - 世帯: 2.42人 - 家族: 2.88人 収入と家計 - 収入の中央値 - 世帯: 23,431米ドル - 家族: 27,986米ドル - 性別 - 男性: 27,281米ドル - 女性: 17,695米ドル - 人口1人あたり収入: 12,822米ドル - 貧困線以下 - 対人口: 21.3% - 対家族数: 16.9% - 18歳未満: 26.8% - 65歳以上: 17.3% |

## 町
- クリンチコ
- クリントウッド - 郡庁所在地
- ヘイシ
- ノラ

## 教育

### 公立高校
- クリントウッド高校、
- アービントン高校[4]、ノラ
- ヘイシ高校

## メディア
- WDIC (AM)
- WDIC-FM